# Nevio Passaro
Nevio Passaro (* 11. Mai 1980 in Bad Windsheim) ist ein deutsch-italienischer Sänger, Songwriter und Produzent, der sich im Rahmen seiner selbst komponierten Musik sowohl der italienischen, als auch der deutschen und englischen Sprache bedient.

## Biografie

### Leben
Nevio Passaro wuchs in der mittelfränkischen Kreisstadt Neustadt an der Aisch auf. Schon als kleines Kind interessierte er sich für Musik, was nicht zuletzt an seiner Mutter, einer Musiklehrerin, lag, die ihn schon früh mit seinem ersten Musikinstrument zusammenbrachte, dem Klavier. In den folgenden Jahren lernte er eigenständig Klavier und Gitarre zu spielen. Bereits während seiner Schulzeit absolvierte er kleinere Auftritte bei schulinternen Musicals und realisierte erste eigene Projekte.
In den Jahren 2000 bis 2005 studierte er „Moderne Fremdsprachen für Dolmetscher und Übersetzer“ an der Universität Bologna, Forlì. Im Dezember 2006 erwarb er seinen Abschluss als Diplom-Simultan-Dolmetscher und Übersetzer für Italienisch, Deutsch, Englisch und Französisch.
Von 2007 bis 2022 lebte und arbeitete er in Berlin, wo er im Rahmen des „Studio Uno“ ein eigenes Artist Management & Recording Studio betrieb.
Seit 2022 lebt er mit seiner Familie in Neustadt an der Aisch.

### Karriere

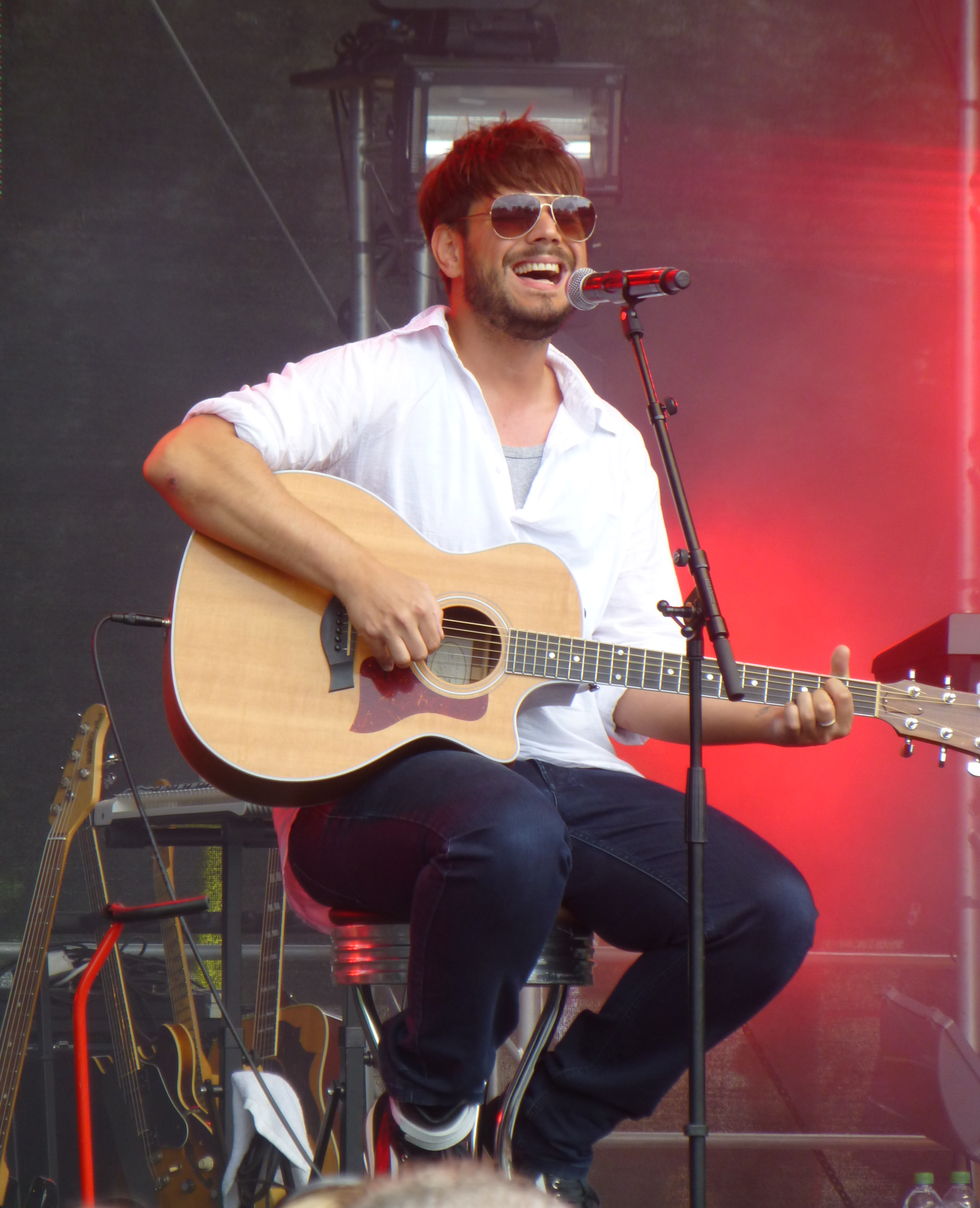
Nevio Passaro beim Saar-Spektakel 2014 in Saarbrücken

Bereits im Jahr 1999 veröffentlichte Nevio Passaro unter BMG Ariola (RCA) seine erste Single La mia parola, 2006 erreichte er in der dritten Staffel von Deutschland sucht den Superstar den vierten Platz. In der Folge absolviert er bis heute zahlreiche Live-Auftritte in ganz Deutschland sowie in Österreich, Luxemburg, Italien, der Schweiz, der Slowakei und Südafrika. Bei Universal Music unterschrieb er am 8. August 2006 einen neuen Plattenvertrag. Seine selbst komponierte Single Amore Per Sempre erschien am 19. Januar 2007 und erreichte auf Anhieb Platz zwei der deutschen Singlecharts. Das erste Album Nevio wurde am 16. Februar 2007 veröffentlicht, belegte in der ersten Woche Platz fünf der deutschen Albumcharts und erreichte später Goldstatus.
Am 3. Mai 2007 erhielt Nevio Passaro den Comet in der Kategorie „Bester Newcomer“. Ebenfalls nominiert war er in der Kategorie „Bester Künstler“. Zudem gewann er den bayerischen Popkomm-Musiklöwen als „Shootingstar 2007“. Seine Nevio-Tour führte ihn innerhalb von drei Wochen durch 17 deutsche und österreichische Städte. Im August 2007 war Passaro das Gesicht des Themenmonats Bella Italia auf Das Vierte. Seine Vorgängerin des französischen Themenmonats im Juli 2007 war Nathalie Licard.
Das zweite Studioalbum Due erschien am 19. September 2008 in Deutschland. Die erste Single-Auskopplung Sento erschien am 5. September 2008. Wenig später gab der Sänger eine Unplugged-Show im Konzerthaus Dortmund und präsentierte sein neues Album. Die Due-Tour fand im Januar und Februar 2009 in Deutschland statt. Am 27. Februar 2009 wurde das Musikvideo zu seiner Single Non Ti Aspettavo (Libertà), ein Duett gemeinsam mit der australischen Sängerin Gabriella Cilmi, vorgestellt, welche im April 2009 erschien. Das Album enthält zudem ein weiteres Duett (Gli ultimi brividi) mit der italienischen Sanremo-Gewinnerin Giorgia.
Die Präsentation zu Nevio Passaros drittem Album Berlino erfolgte am 7. April 2011 in Berlin. Das Album erschien in einer Fan-Edition vorab am 20. Mai 2011 und ist seit dem 29. Juli 2011 offiziell im Handel. Passaro komponierte sowohl Texte als auch Melodien selbst und im eigenen Studio. Die anschließende Berlino-Tour führte Nevio Passaro im September/Oktober 2011 durch insgesamt 15 deutsche Städte und fand ihren Abschluss in der österreichischen Hauptstadt Wien.
Im Jahr 2012 nahm Nevio Passaro an der Sat.1-Musik-Game-Show The Winner is ... teil, welche er als Bestplatzierter in der Kategorie der „Professionals“ erfolgreich beendete. Des Weiteren besuchte er im September 2012 im Rahmen seiner Dal vivo-Tour die Städte Köln, Hamburg und Berlin.
Am 28. März 2014 erschien die Single Castingstar. Castingstar ist eine Vorab-Single zu Nevio Passaros viertem Studioalbum Nordsüdlich von hier, an dem er aktuell arbeitet. Er interpretiert darin ausschließlich deutschsprachige Texte.
Im Rahmen der Musikmesse Frankfurt erhielt Nevio Passaro am 18. April 2015 den Musik-Fachaward sowohl für das beste Video 2015 (Castingstar), als auch in der Kategorie „German Act 2015“. Am 1. Mai 2015 eröffnete er mit seinem Konzert den Deutschen Pavillon der Expo 2015 in Mailand. Am 3. Oktober 2015 spielte er anlässlich des 25. Jahrestages der Deutschen Einheit auf der Bühne des Festivals der Einheit am Brandenburger Tor.
Am 26. November 2015 erschien die aktuelle Single Piccolo re (Make Love Not War), ein Duett mit dem italienischen Tenor Domenico Re, welches auch auf der am 11. Dezember 2015 veröffentlichten Neuauflage des Albums Berlino (Berlino reloaded) enthalten ist. Sämtliche Einnahmen aus dieser Single sowie die Hälfte der Einnahmen des Albums kommen der Flüchtlingshilfe zugute.
In der Zeit vom 5. bis 11. Mai 2016 begleitete Nevio Passaro als Botschafter gemeinsam mit Fidei-Donum-Priester Stefan Hippler und der Initiatorin der jährlich in Dresden stattfindenden HOPE Gala, Viola Klein, die diesjährige Afrikareise des Projektes HOPE Cape Town nach Kapstadt. Im Rahmen dieser Botschaftertätigkeit besuchte er unter anderem ein von der HOPE Cape Town-Stiftung betreutes Kinderkrankenhaus, sowie diverse Townships und Schulen. Des Weiteren absolvierte Passaro sowohl am 6. Mai 2016 in der südafrikanischen TV-Sendung ExpressoShow, als auch während des Ball of HOPE am 7. Mai 2016, ebenfalls in Kapstadt, musikalische Auftritte in Südafrika.
Seine Nordsüdlich von hier-Tour 2017 führte Nevio Passaro in mehrere europäische Länder. Sie begann am 2. September 2017 in Castelnuovo del Garda (Italien), es folgten einige Konzerte in Deutschland und im slowakischen Komárno. Das Abschlusskonzert, bei dem sowohl Ralf Gustke und Rainer Scheithauer, als auch Chris Thompson (Manfred Mann’s Earth Band, The Alan Parsons Project) mit auf der Bühne standen, fand am 18. November 2017 in Neu Wulmstorf statt. Die Tour wird im Jahr 2018 fortgesetzt.
Für den 5. Frühlingsball zugunsten der Stiftung Palmengarten Frankfurt und Botanischer Garten Frankfurt am Main am 24. Februar 2018 übernahmen Nevio Passaro und seine Agentur „Studio Uno“ die musikalische Leitung. Neben seiner eigenen Band brachte er dabei unter anderem die international bekannte Musikerin Ann Sophie auf die Bühne des Gesellschaftshauses Palmengarten.
Am 6. Juli 2018 erschien mit Alles in allem die erste Singleauskopplung aus Nevio Passaros kommendem deutschsprachigem Album Nordsüdlich von hier. Die zweite Singleauskopplung wurde am 1. März 2019 unter dem Namen Viel mehr veröffentlicht. Am 11. Oktober 2019 folgte mit Hier am Meer die dritte Singleauskopplung.
In der Zeit vom 14. bis 27. Januar 2020 begleitete Nevio Passaro gemeinsam mit Eric Martin (Mr. Big) die britische Band FRONTM3N (Mick Wilson – 10cc, Peter Howarth – The Hollies, Pete Lincoln – The Sweet, Sailor) bei insgesamt fünf Konzerten ihrer Up Close-Tour in den Städten Köln, Magdeburg, Berlin, Halle (Saale) und Dresden.
Am 24. April 2020 erschien mit Vielleicht eine weitere deutschsprachige Single, in der Nevio Passaro die Auswirkungen der COVID-19-Pandemie auf die Gesellschaft thematisiert.

## Diskografie

### Singles
- 1999: La Mia Parola 
(erschienen am 26. März 1999)
- 2007: Amore per Sempre 
(erschienen am 19. Januar 2007)
- 2007: Run Away 
(erschienen am 18. Mai 2007)
- 2007: Firenze / Giulia 
(erschienen am 21. September 2007)
- 2008: Sento 
(erschienen am 5. September 2008)
- 2009: Non Ti Aspettavo (Libertà) 
(erschienen am 10. April 2009)
- 2011: Oraieridomani 
(erschienen am 6. Mai 2011)
- 2014: Castingstar 
(erschienen am 28. März 2014)
- 2015: Piccolo re (Make Love Not War) 
(erschienen am 26. November 2015)
- 2018: Alles in allem 
(erschienen am 6. Juli 2018)
- 2019: Viel mehr 
(erschienen am 1. März 2019)
- 2019: Hier am Meer 
(erschienen am 11. Oktober 2019)
- 2020: Vielleicht 
(erschienen am 24. April 2020)

### Alben
- 2007: Nevio 
(erschienen am 16. Februar 2007)
- 2007: Nevio – Viva la Musica Edition 
(erschienen am 5. Oktober 2007)
- 2008: Due 
(erschienen am 19. September 2008)
- 2011: Berlino 
(erschienen am 29. Juli 2011)
- 2015: Berlino reloaded 
(erschienen am 11. Dezember 2015)

## Auszeichnungen
- 2007: Comet als Bester Newcomer[30]
- 2007: Comet Nominierung als Bester Künstler national[31]
- 2007: Bayerischer Musiklöwe als Bester Newcomer
- 2008: Nominierung für den Bravo Otto
- 2008: Nominierung für den Echo in der Kategorie „Nachwuchspreis der Deutschen Phonoakademie“
- 2015: www.drums.de Musik-Fachaward 2015 in der Kategorie „Best Video“[32]
- 2015: www.drums.de Musik-Fachaward 2015 in der Kategorie „German Act“[33]